# Serbisch-kosovarische Beziehungen
Die Beziehungen zwischen Kosovo und Serbien stehen im Zeichen des Konflikts um die Unabhängigkeit des Kosovo. Die Republik Kosovo – mittlerweile von 117 Staaten anerkannt – erklärte sich 2008 einseitig für unabhängig von Serbien. Der serbische Staat betrachtet Kosovo weiterhin als eigenen Bestandteil und erhebt Anspruch auf seine ehemalige Provinz. Die serbische Außenpolitik versucht, der allgemeinen Anerkennung der Eigenstaatlichkeit des Kosovo entgegenzuwirken.
Der Kosovo wird von 117 Staaten als unabhängig diplomatisch anerkennt.

## Geschichte

### Hintergrund
Das Gebiet Kosovos, einst im Mittelalter Teil des Serbischen Reiches, danach über Jahrhunderte hinweg Teil des Osmanischen Reiches, wurde im Ersten Balkankrieg 1912 von Serbien militärisch erobert und annektiert. Der Konflikt um die Kontrolle der mehrheitlich albanisch bevölkerten Provinz Jugoslawiens gipfelte Ende der 1990er-Jahre im Kosovokrieg, in dessen Folge Serbien sich aus dem Kosovo zurückzog.

### Unabhängigkeit Kosovos 2008
Am 12. Februar 2008 leitete die serbische Regierung einen Plan ein, der die zu antizipierende Unabhängigkeit des Kosovo bekämpfen sollte. Dies führte dazu, dass serbische Botschafter aus Staaten zurückbeordert wurden, die den Kosovo anerkennen.
Das serbische Innenministerium gab einen Haftbefehl für Hashim Thaçi, Fatmir Sejdiu und Jakup Krasniqi wegen Hochverrat aus. Am 17. Februar 2008 beschloss das kosovarische Parlament die Ausrufung der Republik Kosovo als unabhängigen Staat.

### Nach 2008
Serbien weigert sich seit der Unabhängigkeitserklärung direkt mit dem Kosovo zu arbeiten. Das Land arbeitet nur mit UNMIK und EULEX zusammen.
Ab 2011 ereignete sich ein Zollkonflikt zwischen beiden Staaten. Serbien verbot den Import von kosovarischen Waren, Kosovo wiederum antwortete mit einem Importverbot serbischer Waren. Nach dem Versuch der kosovarischen Regierung, dieses Verbot an den Grenzübergängen des Nordkosovos durchzusetzen, kam es zu gewaltsamen Auseinandersetzungen.
Im Februar 2012 wurden vier Serben aus dem Kosovo an der Grenze von der kosovarischen Polizei festgenommen. Sie wollten Material für eine kommende Wahl über die Grenze schmuggeln. Sie wurden wegen „Anstiftung zu Hass und Intoleranz unter Ethnien“ verurteilt.

### Seit 2017
Januar 2017
Im Januar 2017 hatte Serbien versucht einen Zug mit der Aufschrift „Kosovo ist Serbien“ in den Kosovo einreisen zu lassen.
Dies gelang ihnen nicht, da Spezialeinheiten des Kosovo an die kosovarische Grenze entsandt wurden und die Polizei diesen an der Grenze gestoppt hatten. Auch der damalige Außenminister Aleksandar Vučić forderte am Ende, den Zug zurück nach Belgrad zu bringen. Der kosovarische Präsident Hashim Thaçi bezeichnete diesen Akt als versuchten Terror. Der Zug wurde von Russland finanziert. Die Aufschrift war in 31 Sprachen, auch in Albanisch, beschriftet. Als Folge wurde von Federica Mogherini eine Sitzung in Brüssel einberufen, auf der sich der Präsident des Kosovo und der damalige von Serbien zum Dialog trafen. Anschließend drohte Tomislav Nikolić dem Kosovo mit dem Einsatz des Militärs.
Januar 2018
Am 16. Januar 2018 wurde Oliver Ivanović, ein Politiker der serbischen Minderheit im Kosovo, vor der Zentrale seiner Partei in Mitrovica von bisher Unbekannten erschossen. Die für diesen Tag angesetzten Gespräche zwischen Vertretern des Kosovo und Serbiens in Brüssel wurden nach dem Mord zunächst abgesagt.
Mai 2019
Der serbische Präsident setzte die Armee in Bereitschaft, nachdem im Nordkosovo eine Polizeiaktion, angeblich gegen Schmuggler, stattgefunden hatte.
Herbst 2021
Im Herbst 2021 eskalierte ein Konflikt um eine Verordnung der kosovarischen Regierung, der zufolge im Kosovo keine Kfz-Kennzeichen aus Serbien mehr verwendet werden dürfen. Serbien seinerseits hat die vom Kosovo nach der Unabhängigkeitserklärung von 2008 ausgegebenen Kfz-Kennzeichen nicht anerkannt.
2023
2023 eskalierte der Konflikt zwischen beiden Staaten.